# Oncille
Leopardus tigrinus
« Chat-tigre » redirige ici.  Pour le roman, voir Signe de piste (collection).
Espèce
Répartition géographique
Statut de conservation UICN

 VU A3c : Vulnérable
Statut CITES
L'Oncille (Leopardus tigrinus) aussi nommé Chat-tigre et Chat-tacheté est un félidé du genre Leopardus qui habite les forêts et bois tropicaux de l'Amérique centrale et de l'Amérique du Sud. On l'appelle parfois à tort Oncifelis tigrinus ou Felis tigrina. En Amérique hispanophone, on lui donne les noms de Oncilla, Tigrillo, Tigrilla lanuda, Cunaguaro. C'est un proche parent de l'Ocelot et du Margay. En France, sa présence à l'état sauvage se limite à la forêt guyanaise.
L'oncille est un animal essentiellement nocturne qui chasse des rongeurs et des oiseaux.
Sa taille est de 40 à 50 centimètres, avec une queue de longueur semblable. Son poids varie de trois à quatre kilos.
Son espérance de vie est de 10 à 15 ans. Les femelles ont une gestation qui dure de 74 à 76 jours, ayant une portée de un à trois petits.
Victime de la déforestation, des activités minières, et de la pollution, sa population est en déclin. Il resterait en 2019 entre 8 900 et 10 200 individus.

## Taxonomie

### Leopardus, la lignée des ocelots
Arbre phylogénétique du genre Leopardus
|  | Leopardus wiedii - Margay   |
|  |                             |
|  | Leopardus pardalis - Ocelot |
|  |                             |

|  | Leopardus jacobita - Chat des Andes  |
|  |                                      |
|  | Leopardus colocolo - Chat des Pampas |
|  |                                      |

|  | Leopardus tigrinus - Oncille (Chat-tigre) |
|  |                                           |
|  | Leopardus guigna - Guigna (Chat du Chili) |
|  |                                           |
|  | Leopardus geoffroyi - Chat de Geoffroy    |
|  |                                           |

|  | Leopardus jacobita - Chat des Andes  |
|  |                                      |
|  | Leopardus colocolo - Chat des Pampas |
|  |                                      |

|  | Leopardus tigrinus - Oncille (Chat-tigre) |
|  |                                           |
|  | Leopardus guigna - Guigna (Chat du Chili) |
|  |                                           |
|  | Leopardus geoffroyi - Chat de Geoffroy    |
|  |                                           |

|  | Leopardus wiedii - Margay   |
|  |                             |
|  | Leopardus pardalis - Ocelot |
|  |                             |

|  | Leopardus jacobita - Chat des Andes  |
|  |                                      |
|  | Leopardus colocolo - Chat des Pampas |
|  |                                      |

|  | Leopardus tigrinus - Oncille (Chat-tigre) |
|  |                                           |
|  | Leopardus guigna - Guigna (Chat du Chili) |
|  |                                           |
|  | Leopardus geoffroyi - Chat de Geoffroy    |
|  |                                           |

|  | Leopardus jacobita - Chat des Andes  |
|  |                                      |
|  | Leopardus colocolo - Chat des Pampas |
|  |                                      |

|  | Leopardus tigrinus - Oncille (Chat-tigre) |
|  |                                           |
|  | Leopardus guigna - Guigna (Chat du Chili) |
|  |                                           |
|  | Leopardus geoffroyi - Chat de Geoffroy    |
|  |                                           |

La phylogénie s'est longtemps basée sur l'étude des fossiles d'un animal afin de préciser l'apparition et l'évolution d'une espèce. La phylogénie moderne s'appuie essentiellement sur les analyses génétiques en raison du nombre peu important de fossiles de félins. Le premier félin est apparu il y a onze millions d'années.
Les félins ont divergé en huit lignées distinctes. La lignée des ocelots, correspondant au genre Leopardus est la quatrième par ordre de divergence. Il y a neuf millions d'années, les félins migrent pour la première fois vers le continent américain en passant par la Béringie,.
Le niveau des océans remontent à nouveau au cours du Miocène, et les précurseurs des lignées de l'ocelot, du lynx et du puma se trouvent isolés des populations du vieux continent. La lignée de l'ocelot commence à diverger il y a huit millions d'années. Elle se distingue notamment par un nombre de chromosomes différents de celui des autres lignées : 36 chromosomes au lieu de 38. Durant le Pliocène, il y a deux à trois millions d'années, le niveau des océans baisse à nouveau : l'isthme de Panama émerge et permet aux félins, et notamment à la lignée de l'ocelot, de conquérir l'Amérique du Sud. La diversification en espèces s'opère durant cette période et le dernier ancêtre commun du genre Leopardus est daté d'il y a 2,9 millions d'années.

### Sous-espèces
- Leopardus tigrinus tigrinus, se rencontre à dans l'Est du Venezuela, au Guyana, et dans le Nord-Est du Brésil.
- Leopardus tigrinus guttulus, vit au centre et dans le Sud du Brésil, en Uruguay, au Paraguay, et dans le Nord de l'Argentine (région du Chaco).
- Leopardus tigrinus pardinoides, dans l'Ouest du Venezuela, en Colombie, et en Équateur.